# Bramley-Nationalpark
Der Bramley-Nationalpark (englisch: Bramley National Park) ist ein Nationalpark bestehend aus mehreren Parzellen nördlich und östlich der Stadt Margaret River im Südwesten des Bundesstaats Western Australia, Australien. Ein Teil des Parks liegt nördlich des Flusses Margaret River in Gehweite des Stadtzentrums auf der anderen Flussseite. Der Bussell Highway führt durch zwei Teile des Parks, im Südosten liegt der Ten Mile Brook Dam.
Das Gebiet wurde 2004 zum Nationalpark erklärt.
Der Nationalpark zeichnet sich durch eine vielfältige Pflanzen- und Tierwelt aus. Nachgewiesen sind unter anderem der Gewöhnliche Ringbeutler, der Große Pinselschwanzbeutler, der Kleinen Kurznasenbeutler, den Flusskrebs Margeret River Hairy Marron und verschiedene Kakadus. Es gibt viele Karri-, Marri- und Jarrahbäume, und im Frühjahr blühen Wildblumen. Zudem sind die Aborigines stark mit dem Gebiet verwurzelt.
Für Besucher gibt es ein 26 Kilometer langes Netz von Wanderwegen und weitere Wege für Mountainbiker. Der Fluss zieht Schwimmer und Kanuten an. Das ehemalige Sägewerk Wharncliffe Mill dient heute als Bush Camp mit Zeltplatz, Hütten und Lodge.
Der Bramley-Nationalpark wurde insbesondere in den frühen 2000er Jahren als touristische Attraktion für Mountainbiker in Western Australia bekannt, die das Gebiet querfeldein durchfuhren. Dies führte zu ökologischen Schäden mit Bodenerosion, Zerstörung der natürlichen Wasserläufe und Pflanzen. Deshalb wurde ein Projekt für einen neun Kilometer langen Fahrradweg verwirklicht, wodurch eine verträgliche Nutzung des Nationalparks durch Mountainbiker sichergestellt wird. Der neue Weg wurde im November 2016 fertiggestellt. Er liegt nördlich der Carters Road und westlich von Bramely Brook und quert sowohl den staatlichen Forst und als auch den Bramley-Nationalpark.